# Weltreise
Weltreise (Voyage nell'edizione inglese, Viaggio per il mondo in Italiano) è il secondo album in studio del progetto musicale di musica elettronica Schiller, che vede per l'ultima volta impegnati assieme Christopher von Deylen e Mirko von Schlieffen.
Il progetto prende forma dalle esperienze e dalle sensazioni che von Deylen ebbe occasione di provare nel mentre di un viaggio su strada effettuato con suo padre, che aveva come luogo di partenza Londra, e come luogo di arrivo Pechino.
Da Zeitgeist, l'album immediatamente precedente, von Deylen riprende i tratti somatici dello stile musicale ivi adottato (pur facendo ora prevalere i brani cantati rispetto a quelli composti da pura musica) e mantiene le somiglianze con la musica del progetto musicale Enigma (più esplicite ad es. nel brano Solitude, che riprende la linea ritmica del brano più famoso di Enigma, Sadeness); il genere rimane il medesimo, pur con una connotazione mainstream-pop più marcata. Tale caratteristica è espressa maggiormente dal brano Dream of You (con la parte vocale cantata da Peter Heppner con Isgaard ai cori), che von Deylen utilizza come singolo apripista, e che diverrà quello di maggior successo dell'album.
V'è inoltre un'importante discrepanza tra la versione per il mercato tedesco e quella per il mercato internazionale: nella seconda von Deylen cambia difatti i titoli di molti dei brani, traducendone alcuni in inglese, e variandone completamente altri. Von Deylen inoltre traduce, sempre in lingua inglese, tutti gli intermezzi di parlato tra le tracce (originariamente in lingua tedesca), assieme ad alcune parti di testo di certi brani, mentre elimina completamente la nona traccia dell'edizione tedesca (Der Prophet), essendo composta puramente da parlato in lingua tedesca.

## Tracce
1. Der Anfang (UK: The Beginning) (feat. Parlato: Franziska Pigulla) – 1:43 (Von Deylen, Von Schlieffen)
2. Distance (UK: Summer Rain) (feat. Kim Sanders) – 6:56 (Sanders, Von Deylen, Von Schlieffen)
3. Dream of You (feat. Voce: Peter Heppner, Cori: Isgaard) – 4:00 (Von Deylen, Von Schlieffen, Heppner)
4. Schiller – 7:07 (Von Deylen, Von Schlieffen)
5. Ein Schöner Tag (UK: A Beautiful Day) (feat. Voce: Isgaard, Parlato: Franziska Pigulla) – 3:51 (von Deylen, von Schlieffen)
6. Träume (UK: Dreams) – 5:29 (von Deylen, von Schlieffen)
7. Der Aufbruch (UK: Nocturne) (feat. Primo violino e arrangiamento orchestrale: Mickey Meinert) – 2:02 (Lovland, Skavlan)
8. Fernweh (UK: Wanderlust) – 4:55 (von Deylen, von Schlieffen)
9. Der Prophet (mit Otto Sander) (UK: The Prophet) (Non presente nell'edizione internazionale[6]) – 1:14 (Gibran, von Deylen, von Schlieffen)
10. Dancing With Loneliness (feat. Voce: Kim Sanders), Chitarra acustica e basso: Tissy Thiers) – 4:47 (Sanders, von Deylen, von Schlieffen)
11. Heimweh (UK: Homesick) – 4:41 (von Deylen, von Schlieffen)
12. Strandmusik (UK: Beach Music) (feat. Chitarra acustica e basso: Tissy Thiers) – 5:15 (von Deylen, von Schlieffen)
13. Zaubergarten (UK: Magic Garden) – 5:11 (von Deylen, von Schlieffen)
14. Destiny – 4:21 (von Deylen, von Schlieffen)
15. Einsamkeit (UK: Solitude) (feat. Parlato: Franziska Pigulla) – 4:42 (von Deylen, von Schlieffen)
16. Expedition – 3:54 (von Deylen, von Schlieffen)
17. Weltreise (UK: Voyage - Weltreise -) (feat. Parlato: Franziska Pigulla) – 2:42 (von Deylen, von Schlieffen)
18. Das Ende (UK: The End) (feat. Parlato: Franziska Pigulla) – 1:18 (von Deylen, von Schlieffen)

Durata totale: 74:08